# G4 et G4.1 AL 3801 à 3893
Les séries G4 et G4.1 sont soixante-dix sept locomotives compound à deux cylindres avec une disposition d'essieu 030 destinées au service de marchandises. Elles ont été mises en service à partir de 1895 jusqu'en 1904 pour la Direction générale impériale des chemins de fer d'Alsace-Lorraine.

## Genèse
Elles ont été construites par différents constructeurs :
- groupe C25 n° 586 à 593, puis G4 1249 à 1256 en 1906 et G4 3801 à 3808 en 1912, construites par l'EMBG de Graffenstaden en 1895
- groupe C26 n° 594 à 602, puis G4 1257 à 1265 en 1906 et G4 3809 à 3817 en 1912, construites par Henschel à Cassel en 1896,
- groupe C27 n° 635 à 653, puis G4 1266 à 1284 en 1906 et G4 3818 à 3836 en 1912, construites également par Henschel en 1898,
- groupe C30 n° 728 à 750, 865 à 867, 939 à 943 et 979 à 986, puis G4 1303 à 1341 en 1906 et G4 3855 à 3893 en 1912, construites par les sociétés :
  - Lokomotivfabrik Hohenzollern pour les n°728 à 739 en 1900
  - Hanomag pour les n°740 à 750 en 1901
  - EMBG pour les n°865 à 867 et 939 à 943 en 1903 et pour les n°979 à 986 en 1904
- groupe C28 n° 654 à 663 et 693 à 701, puis G4.1 1285 à 1302 en 1906 et G4.1 3837 à 3854 en 1912, construites pour les premières en 1899 et pour les secondes en 1900 par l'EMBG. La locomotive 3852 fut réformée dès 1916, les autres le furent en 1932.

## Description
Avec le groupe C25, le réseau ferroviaire d'Alsace-Lorraine (EL) mit en service la première machine pour service marchandises à moteur compound sur ses lignes : le cylindre HP était situé à droite et le cylindre BP à gauche. Ces machines furent également les premières locomotives de ce réseau à disposer d'une distribution extérieure de type « Walschaerts » mais à dispositif inversé pour les C25, alors que les séries suivantes avaient une distribution de type « à coulisses d'Allan ». Le foyer était un foyer de type « Crampton » et l'échappement fixe de type « Allemand »
Les premiers groupes disposaient de sablières latérales sur le tablier, actionnées à la vapeur. Lors des grandes révisions, ce dispositif fut remplacé par une sablière normale disposée sur le corps cylindrique derrière le dôme vapeur.
Les G4.1 ne différaient des G4 que par la distribution qui était intérieure, placée entre les longerons et divers détails mineurs, ce qui en faisait des locomotives de type Mammouth.

## Utilisation et service
Huit machines (n° 3805, 3824, 3859, 3862, 3869, 3875, 3891 et 3893) restèrent en Allemagne après la Première Guerre mondiale et furent probablement incorporées dans la série G4.2 des chemins de fer de Prusse (KPEV). L'une d'entre elles rejoindra les effectifs de la Deutsche Reichsbahn (DRG) à sa création en 1925 dans la série 53.0 sous le numéro 53.025.
Les autres locomotives ont été incorporées en 1919 dans le parc du réseau ferroviaire d'Alsace-Lorraine (AL) et furent réformées de 1919 à 1932 excepté la 3810 qui fut la seule machines du type 030 ex-AL à être incorporée à l'effectif de la SNCF sous le numéro 1-030 C 810. Cette locomotive fut emmenée en Allemagne pendant la Deuxième Guerre mondiale et ne sera radiée qu'en 1948.
Ces machines furent les dernières 030 à tender séparé construites pour l'EL. Le groupe suivant C29 étant constitué par des 130. De toutes les 030, 343 machines construites, pour la traction des trains de marchandises sur l'EL il ne resta finalement que la 1-030 C 810 comme unique représentante en 1938. Cependant dès l'apparition des 130 et plus tard des 040 ces machines furent reléguées sur les petites lignes et aux manœuvres, ce qui explique la disparition relativement rapide de ces machines malgré un effectif important.

## Tenders
Les tenders qui leur étaient attelés étaient tous à trois essieux, et contenaient 12 m3 d'eau et 5 t de charbon. Le tender incorporé à la SNCF était immatriculé 3810 puis prit l'immatriculation 12 B 810.

## Caractéristiques
- Pression de la chaudière : 12 kg/cm2
- Surface de grille : 1,59 m3
- Surface de chauffe : 123,7 m3
- Diamètre et course du cylindre HP : 480 mm × 630 mm
- Diamètre et course du cylindres BP : 720 mm × 630 mm
- Diamètre des roues motrices : 1 330 mm
- Masse à vide : 37,1 t
- Masse en ordre de marche : 41,7 t
- Masse adhérente : 41,7 t
- Longueur hors tout : 9,015 m
- Masse du tender en ordre de marche : 33 t
- Masse totale : 74,7 t
- Longueur totale : 15,27 m
- Puissance : 512 kW
- Vitesse maxi en service : 45 km/h